# Leone II di Gaeta
Leone II (fl. XI secolo) fu governatore (1012) e duca di Gaeta per un breve periodo all'inizio del 1042. 
Fu l'ultimo duca della dinastia dei Docibili. Suo padre era Giovanni III di Gaeta, nipote del duca Gregorio di Gaeta. Suo fratello, Ugo, era conte di Suio.
Dal 1032 Gaeta era sotto il controllo del principato longobardo di Capua e nel 1040 riconobbe la sovranità del principe Guaimario IV di Salerno. Probabilmente Leone dovette la sua ascesa a seguito di una reazione al dominio longobardo, forse una vera e propria rivolta. In uno dei suoi atti ufficiali da duca, concesse un mulino pubblico ai membri della potente famiglia Kampuli "in cambio dei loro servizi". I loro servizi furono probabilmente determinanti nell'ascesa di Leone. Verso la fine del 1042, Guaimario era riuscito a imporre sul trono gaetano l'avventuriero normanno Rainulfo Drengot, ma Leone provò a riconquistare il potere riuscendoci solo per pochi mesi.
Leone era sposato con una senatrice di nome Teodora. Il nome e il titolo lasciano fortemente supporre che fosse romana, forse appartenente alla famiglia dei Crescenzi. Ebbe un figlio di nome Pietro. Leone ebbe almeno tre figli: Raynerio, che successe allo zio come conte di Suio; Docibilis; e Leone, che fu eletto vescovo di Gaeta nel 1049/50.